# Busbahnhof Esenler
Der Busbahnhof Esenler, türkisch Esenler Otogar, auch als Uluslararası İstanbul Otogarı („Internationaler Busbahnhof Istanbul“), İstanbul Şehirlerarası Otobüs Terminalı („Intercity-Busbahnhof Istanbul“), Büyük İstanbul Otogarı („Großer Busbahnhof Istanbul“) oder schlicht Otogar bekannt, ist der größte Busbahnhof (otogar) der Türkei und damit einer der wichtigsten Verkehrsknotenpunkte des Landes und Südosteuropas. Das 242.000 m² große Areal, das der Busbahnhof in Anspruch nimmt, liegt im europäischen Teil der Metropole Istanbul im Stadtteil Bayrampaşa nahe dem namensgebenden Stadtteil Esenler. 
Von hier verkehren Langstreckenbusse in praktisch alle Teile des Landes. Auf internationaler Ebene bestehen regelmäßige Busverbindungen sowohl in die Länder Südosteuropas als auch in viele Länder Mitteleuropas und des Nahen Ostens. Die am stärksten befahrene Strecke führt in die 450 km entfernt gelegene türkische Hauptstadt Ankara. Busse dorthin verlassen den Busbahnhof rund um die Uhr, etwa jede Viertelstunde.
Der Busbahnhof Esenler wurde im Mai 1994 eröffnet. Auf einer Nutzfläche von 290.000 m² auf mehreren Ebenen finden unter anderem 100 Parkplätze für Busse und 450–500 für andere Fahrzeuge, 168 Bussteige und ähnlich viele Fahrkartenschalter und 2000 Büros Platz. Auf dem Busbahnhof geschehen pro Tag 15.000 Busbewegungen, das heißt Ankünfte und Abfahrten, mit einer Kapazität von 600.000 Reisenden. Zwischen 3000 und 5000 Personen sind auf dem Busbahnhof beschäftigt, und bis zu einer Million Menschen passieren diesen Verkehrsknotenpunkt täglich.
Daneben gibt es hier Werkstätten, Läden, Restaurants, eine Polizeistation, eine Krankenstation und eine Moschee.

## Anbindung
Die Innenstadt Istanbuls und viele Stadtteile sind vom Busbahnhof aus mit der U-Bahn-Linie M1A der Metro Istanbul sowie städtischen Bussen, Shuttlebussen der Busgesellschaften, sonstigen Zubringerbussen und per Taxi erreichbar. Durch dieselbe Metrolinie ist der Busbahnhof auch an den Atatürk-Flughafen angebunden.
Der Stadtteil Esenler ist – und weitere westlich gelegene Stadtteile wurden ab 2013 – an die U-Bahn-Linie M1B angeschlossen. 
Viele von hier ausgehende Langstreckenbusse Richtung Anatolien halten außerdem am kleineren Busbahnhof Harem im asiatischen Teil Istanbuls.